# 應莉莉
應莉莉（1950年—），從父姓前為陸莉莉，前臺灣女子籃球運動員，15歲就讀育達商職時被體育課老師介紹而進入亞東女籃，與梁美雲、徐台榮、莊瑞美與陳素真被稱為亞東五虎，應莉莉效力亞東女籃達八年，1974年前往美國在聖若望大學攻讀工商管理碩士學位，之後任職紐約華爾街的法國銀行，1976年10月與美國華裔莊旭明結婚，1987年1月與王章華登記結婚，彼此原為孔子大廈鄰居。